# Джеймс Лосон (плавець)
Джеймс Лосон (17 січня 1995) — зімбабвійський спортсмен.
Призер Африканських ігор 2015 року.